# Monastier di Treviso

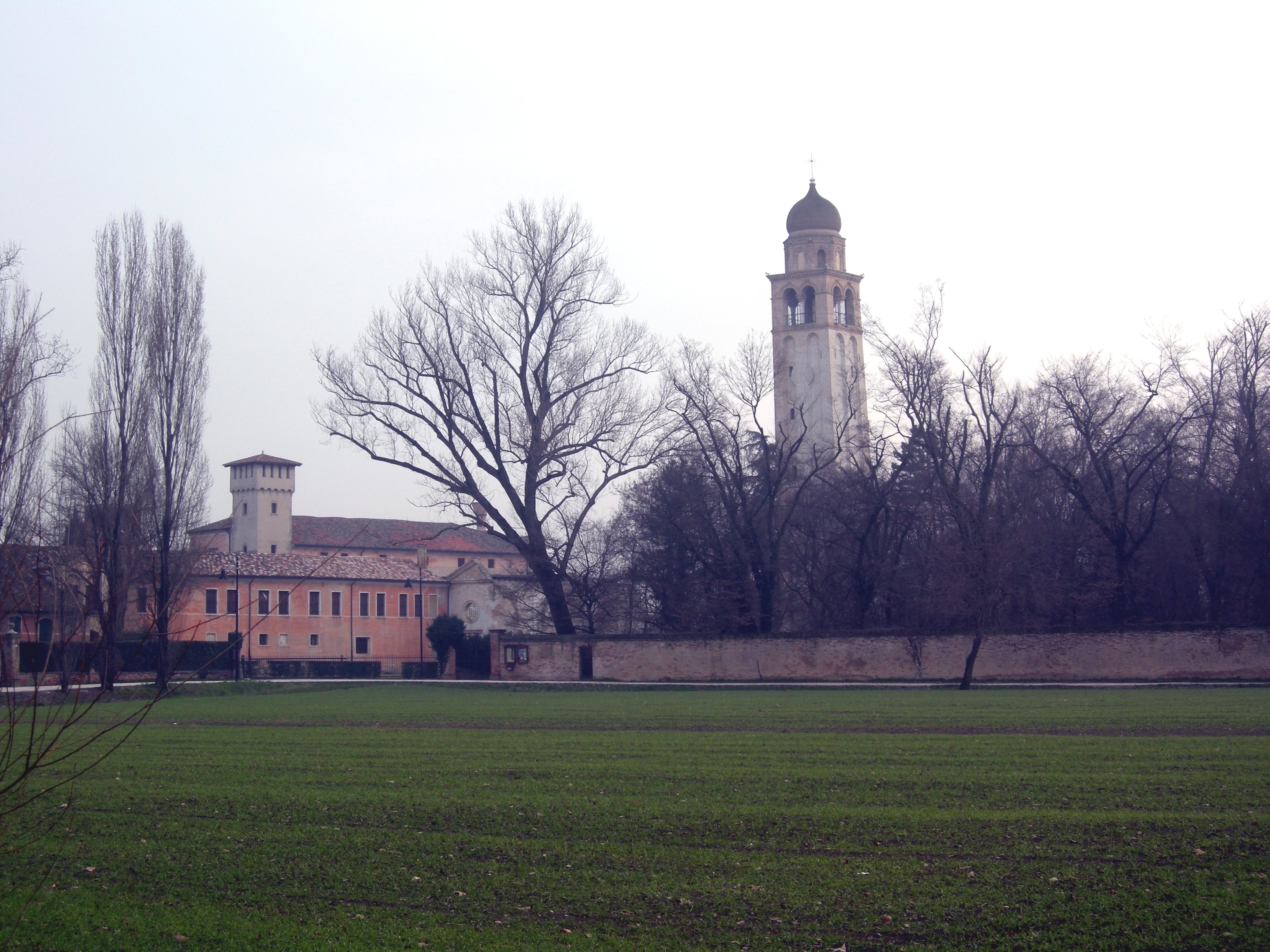
Die alte Kirche in Monastier di Treviso

Monastier di Treviso ist eine nordostitalienische Gemeinde (comune) mit 4450 Einwohnern (Stand 31. Dezember 2023) in der Provinz Treviso in Venetien. Die Gemeinde liegt etwa 15 Kilometer östlich von der Provinzhauptstadt Treviso am Flüsschen Meolo und grenzt unmittelbar an die Provinz Venedig. Der Verwaltungssitz befindet sich im Ortsteil Fornaci.

## Verkehr
Durch die Gemeinde führt die Autostrada A4 von Turin nach Triest.